# Педро Артур
Педро Артур Бітенкурт Машаду (порт.-браз. Pedro Arthur Bitencourt Machado; нар. 9 жовтня 2002, Кашіас-ду-Сул, Ріу-Гранді-ду-Сул, Бразилія) — бразильський футболіст, атакувальний півзахисник «Конкордії».

## Клубна кар'єра
Народився в місті Кашіас-ду-Сул, штат Ріу-Гранді-ду-Сул. Футбольну кар'єру розпочав 2017 року в юнацькій команді «Жувентуде», але вже наступного року перейшов до структури «Фламенгу». У середині січня 2023 року повернувся в «Жувентуде», але в команді перебував нетривалий період часу й на дорослому рівні не грав.
Наприкінці травня 2023 року вільним агентом перебрався до «Оесте». За нову команду дебютував 30 червня 2023 року в програному (1:2) домашньому поєдинку 1-го туру 1-го раунду 2-ї групи кубку Паулісти проти «Прімавери». Педро вийшов на поле в стартовому складі, а на 68-й хвилині його замінив Діого. Влітку 2023 року зіграв 7 матчів у кубку Паулісти. У середині січня 2024 року перейшов у «Прімаверу», за яку провів 2 поєдинки.
Наприкінці травня 2024 року став гравцем «Уніау Фредерікенсі». Першим голом у дорослому футболі відзначився 23 червня 2024 року на 25-й хвилині нічийного (1:1) виїзного поєдинку 1-го раунду Групи А Серії A2 Ліги Гаушу проти «Веранополіса». Артур вийшов на поле в стартовому складі, а на 60-й хвилині його замінили. Загалом у складі «Уніау» зіграв 12 матчів та візначився 1-м голом. 15 серпня 2024 року перейшов до «Конкордії», у складі якої виступав у Лізі Катаріненсе.
15 січня 2025 року перейшов в оренду до завершення сезону в «Металіст 1925».

## Кар'єра в збірній
На міжнародному рівні дебютував за юнацьку збірну Бразилії (U-16) 27 березня 2018 року в переможному (8:1) домашньому товариському поєдинку проти юнацької збірної Камеруну (U-17). Педро вийшов на поле на 68-й хвилині замість Рейнера, а на 80-й хвилині відзначився голом (реалізував пенальті). У березні 2018 року провів 3 поєдинки та відзначився 2-ма голами за юнацьку збірну Бразилії (U-16).